# Doctor & the Medics
Doctor & the Medics ist eine britische Psychedelic-Rock-,  und New-Wave-Band. Bekannt wurde sie in den 1980er Jahren durch eine Coverversion des Norman-Greenbaum-Stückes Spirit in the Sky.

## Bandgeschichte
Die Gruppe wurde 1982 von The Doctor (bürgerlich: Clive Jackson, * 7. Juli 1961 in Knotty Ash, Liverpool), Gareth Thomas und Steve McGuire gegründet. The Doctor war zu diesem Zeitpunkt ein bekannter DJ in dem Club „The Clinic“. Er erhielt seinen Spitznamen, weil er durch den Eignungstest der Medizinischen Fakultät gefallen war. Das Image der Band wurde vom Glam Rock beeinflusst, die musikalische Ausrichtung war eine Mischung aus Psychedelic Rock, Glam Rock und Punk.
1982 erschien die erste Single The Druids Are Here. Obwohl die Band 1984 von dem New Musical Express als beste Liveband ausgezeichnet wurde, hatte sich erst 1985 ein beständiges Line-up gefunden. 1985 kam die zweite Single Happy but Twisted heraus, die auf Platz 1 der Indie-Charts stieg.  Mit den Backgroundsängern „The Anadin Brothers“ (die recht häufig wechselten), Bassist Richard Searle und Schlagzeuger Vom Ritchie entstand 1985 die Alice-in-Wonderland-EP in Eigenregie. Danach folgte eine weitere EP und die Single The Miracle of the Age, diese wurde von Andy Partridge produziert.
1986 kam es zu dem einzigen Hit der Band, einer Coverversion des Norman Greenbaum-Hits Spirit in the Sky. Die Single erreichte in Großbritannien Platz 1 der Charts und machte die Band über Nacht berühmt. In Deutschland erreichte die Single Platz 9, in den USA Platz 69. Der Single-Nachfolger Burn, der im selben Jahr veröffentlicht wurde, blieb hinter den Erwartungen zurück und konnte sich nur auf Rang 29 platzieren. Es erschien 1986 auch noch die Single Waterloo (ABBA-Coverversion) in Zusammenarbeit mit Roy Wood. Diese konnte sich nicht in den Top 40 der britischen Charts platzieren (Platz 45). Die Band trat überwiegend im Nachtclub „Alice in Wonderland“ auf, der von The Doctor gegründet worden war. 1988 stiegen Vom Ritchie und Searle aus. Zu dieser Zeit ließ das Interesse an der Band bereits stark nach. Ein festes Line-up konnte sich nicht etablieren, die Verkäufe der Alben und Singles stagnierten. The Doctor bot zu dieser Zeit Themenfahrten zu speziellen Konzertorten an, die heute als früher Vorläufer der Rave-Bewegung gelten.
1996 erschien das bis dato letzte Studioalbum Instant Heaven. Die Band spielt heute immer noch Konzerte, die Sets bestehen aus Coverversionen und natürlich ihrem großen Hit.

## Diskografie

### Alben
- 1986: Laughing at the Pieces
- 1987: I Keep Thinking It’s Tuesday
- 1992: The Adventures of Boadacea and the Beetle
- 1996: Instant Heaven

### Singles und EPs
- 1982: The Druids Are Here / The Goats Are Trying to Kill Me
- 1984: Live at Alice in Wonderland (Eigenproduktion)
- 1985: Happy but Twisted (EP)
- 1985: Miracle of the Age
- 1986: Spirit in the Sky
- 1986: Burn
- 1986: Waterloo
- 1987: More
- 1987: Two Pieces of Cloth Carefully Stitched Together (EP)
- 1988: Drive He Said
- 1988: Burning Love (nur in den USA)
- 1990: Hi Ho Silver Lining
- 1991: Black and Blue